# 瓦斯明斯特
瓦斯明斯特（荷蘭語：Waasmunster，荷蘭語發音：[ˌʋaːsˈmʏnstər]）是比利时弗拉芒大區东佛兰德省登德爾蒙德區的一个市镇，通行荷蘭語，是弗拉芒社群的一部分，面积31.93平方千米，人口10,768人（2018年1月1日）。